# Svenska legationen i Berlin

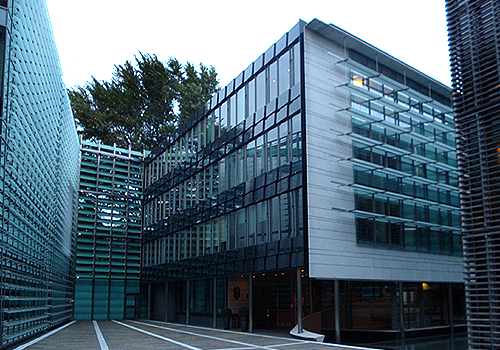
Sveriges ambassad i Berlin ligger på samma plats som den tidigare legationen.

Svenska legationen i Berlin var under perioden 1913–1945  inhyst i fastigheter vid Tiergartenstrasse i stadsdelen Tiergarten i Berlin. Sveriges ambassad i Berlin ligger idag på samma plats som den tidigare legationen som en del i Nordiska ambassaderna i Berlin.

## Historia
I det Tyska riket fanns diplomatiska representationer i de olika ingående tyska staterna. Sverige hade en beskickning i Berlin från 1698 för kontakter med Brandenburg, från 1701 med kungariket Preussen och från 1871 med kejsardömet Tyskland.

### Legationen från 1912
Svenska staten inköpte 1912 den fyra våningar höga villan Tiergartenstrasse 36 av bankmannen Rudolf von Koch för att inhysa legationen i Berlin i en egenägd fastighet. Detta var den femte egna legationsfastigheten efter det sedan länge ägda palatset i Konstatinopel och de under 00-talet inköpta legationshusen i Paris, Madrid och Kristiania. Fastigheten, som var uppförd 1880,  omgestaltades grundligt efter ritningar av Fredrik Lilljekvist och fick en ny fasad i barockpastisch. Byggnaden totalförstördes i ett bombanfall mot Berlin den 22 november 1943. Därefter kvarstod endast en ruin av Tiergartenstrasse 36 och en sommaren 1943 i trädgården byggd bunker. Husruinen, med yttermurarna bevarade, revs 1956 med en del av materialet använt till en ny kyrkoherdedbostad för den svenska Victoriaförsamlingen i Berlin, medan ruinresterna av övriga tre hus hade fraktats bort 1952.
För att klara sitt behov av större utrymme och för att kunna bygga en ny beskickning inköpte Sverige fastigheterna Tiergartenstrasse 46-47 1940–1941 och senare också Tiergartenstrasse 45. Fastigheterna såldes så småningom till staden Berlin, men Tiergartenstrasse 36 återköptes 1995 för att användas till det samnordiska ambassadprojektet.

### Legationen under andra världskriget
Vid andra världskrigets utbrott i september 1939 hade legationen en diplomatisk stab på omkring 13 personer, varav fyra var militära attachéer under försvarsdepartemnetet i Stockholm. Legationen i Berlin var då Sveriges största och en av de mest betydelsefulla. Beskickningschef under hela kriget var Arvid Richert, och bland andra tjänstemän märks legationsrådet Eric von Post, militärattachén Curt Juhlin-Dannfelt. legationssekreterarna Per Anger och Göran von Otter och marinattachén Anders Forshell. Nära knutna till ambassaden var också prästen vid Victoriaförsamlingen. Den tjänsten upprätthölls efter varandra av Birger Forell, Erik Perwe och Erik Myrgren, alla tre djupt engagerade av att hjälpa judar och andra flyktingar undan den nazistiska terrorn.
Legationspersonalen stannade kvar i Tyskland under de omfattande bombningarna under 1943–1944 och under slutstriden våren 1945. Under sommaren 1943 byggdes en bunker på legationsområdet, vilken inrymde uppemot hundra personer om dess utrymme till fullo användes. Sedan så gott som alla legationens fastigheter förstörts i bränder efter ett bombanfall 22 november 1943 evakuerades huvuddelen av verksamheten i till slottet Alt Döbern, 12 mil sydväst om Berlin och senare våren 1945 till slottet Friedrichsruh utanför Hamburg. Bunkern i trädgården var kontor och bostad för del av legationspersonalen ända till krigsslutet, då ryska soldater anlände dit den 1 maj 1945. Den 18 maj evakuerades slutligen legationspersonalen till Stockholm.
Legationen hade under andra världskriget ett problem med läckage av information, som först uppdagades efter kriget. Det visade sig att ministerns kanslibiträde Elsa Bartel under många år varit agent åt Gestapo, som hotat att ställa till svårigheter för hennes österrikiske man. Hon åtalades sommaren 1946 vid Stockholms rådhusrätt och dömdes, senare också av Svea hovrätt till fyra års fängelse, frigavs sommaren 1949 och flyttade till Tyskland.
Efter andra världskriget lät utrikesministern Östen Undén med ett starkt inslag av egen styrning redigera en vitbok om Sveriges hållning beträffande Norge under krigsåren. Denna publicerades 1947 och drabbade framför allt Undéns företrädare 1939–1945 som utrikesminister Christian Günther. Även Arvid Richert drabbades av kritik och blev en av syndabockarna, för att ha förespråkat en undfallande politik gentemot Tyskland, oavsett att det var regeringen som hade den formella och reella makten över den förda politiken.

### Efter legationstiden
Sedan Förbundsrepubliken Tyskland bildats 1948 inrättades en svensk ambassad i den västtyska huvudstaden Bonn. Efter Tysklands enande flyttade det tyska utrikesdepartementet och därmed ambassaden till Berlin. En ny byggnad uppfördes vid Rauchstrasse i Tiergarten i omedelbar närhet till den tidigare legationen och invigdes 1999.

## Beskickningschefer 1909–1945
- 1909–1912: Eric Trolle
- 1912–1916: Arvid Taube
- 1917–1923: Hans-Henrik von Essen
- 1923–1925: Fredrik Ramel
- 1925–1937: Einar af Wirsén
- 1937–1945: Arvid Richert